# Es Pil·larí
El Pil·larí (popularment es Pil·larí) és un barri del municipi de Palma, Mallorca, situat al districte de Llevant, entre l'Aranjassa, l'aeroport de Son Santjoan, les Meravelles, l'Arenal i el municipi de Llucmajor. És un nucli de població envoltat d'una zona agrícola i de pedreres. L'extensió és de 823,2 ha i hi estan empadronades 2153 persones el 2018, de les quals 264 són estrangers, majoritàriament de la Unió Europea.
El topònim Pil·larí és molt antic, apareix al Llibre del Repartiment de Mallorca sota la forma alternativa Pilli Pilliar. L'antiguitat del document permet suposar el seu origen pre-romànic.
En aquest indret hi passava l'antic camí de  i formava part de la possessió de Son Sunyer. El 1905 n'era propietari d'aquesta possessió Antoni Rotten Gual, marquès de Campofranco, el qual l'establí. El primer nucli de població fou anomenat Sant Francesc per part dels franciscans de la comunitat de la Porciúncula, que s'hi establiren prop d'ell el 1914. Posteriorment el nom fou substituït per l'actual.

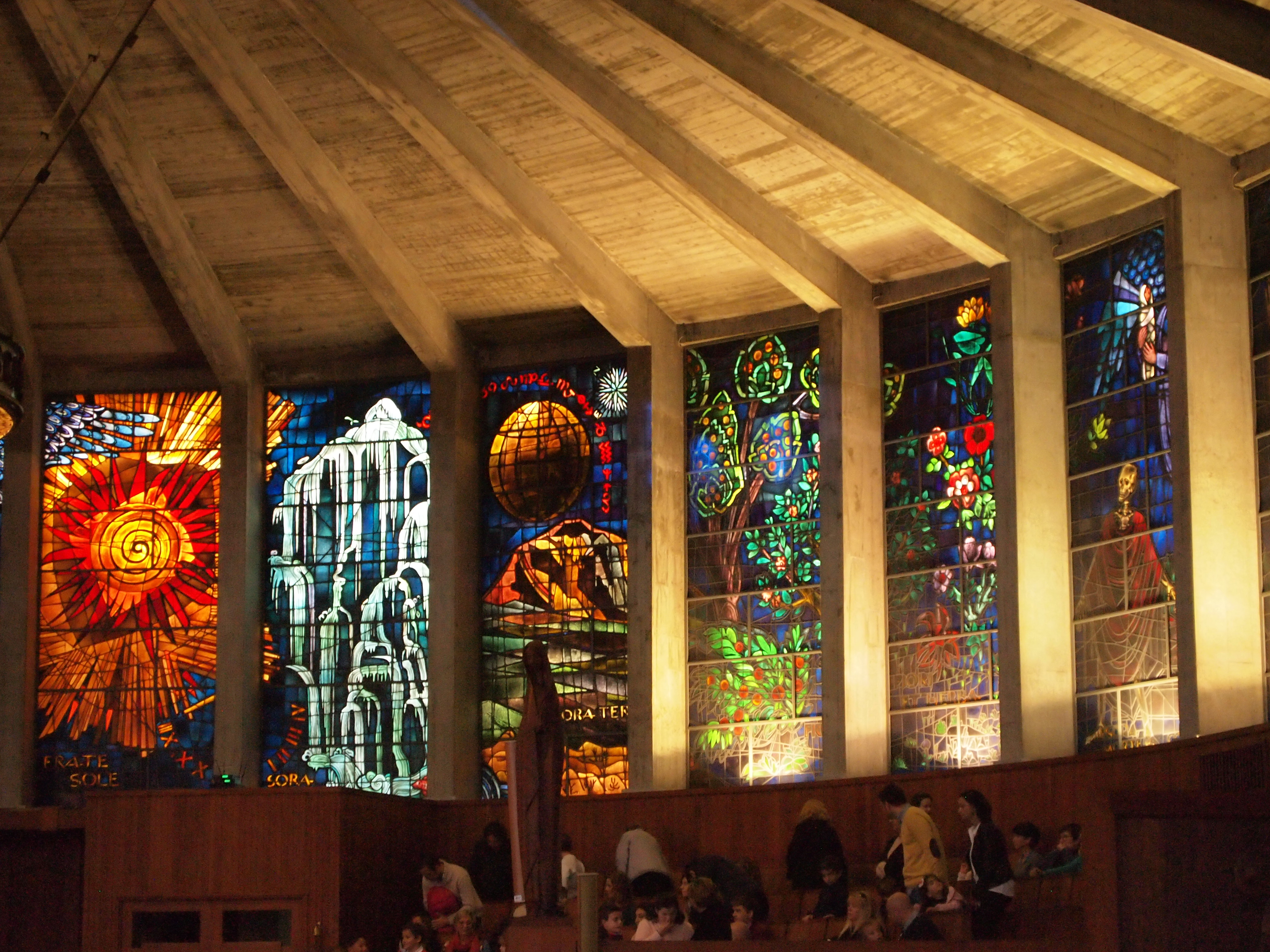
Vitralls de l'església de La Porciúncula

La base econòmica inicial eren les pedreres de marès, emprat com a material de construcció, per la qual cosa la majoria d'habitants eren trencadors. Aquesta activitat fou paralitzada durant la Guerra Civil, però en acabar-se es recuperà i s'hi establiren trencadors provinents d'Alcúdia, Muro i Pollença. El segon lustre dels anys 50 del segle XX s'estabilitzà l'activitat i es mecanitzà, però entrà en decadència els decennis dels 70 i 80 arran de la introducció a la construcció de materials prefabricats que substituirien el marès. També el segon lustre dels 50 s'inicià a la zona costanera propera a Es Pil·larí l'activitat turística, amb la qual cosa rebé immigrants provinents de la península que treballaven a l'hoteleria i la construcció. També fou important l'agricultura de reguiu i la ramaderia bovina per a la producció de llet. Actualment només resta agricultura de reguiu.
La majoria d'habitatges foren habitatges unifamiliars fins a la primera dècada del segle XX que es realitzà la urbanització d'una extensa zona amb habitatges plurifamiliars. Hi travessava la línia de tren Palma-Santanyí, i el 1935 s'hi instal·là un baixador. Aquesta línia deixà de funcionar el 1964. El 1956 s'erigí l'església parroquial de Sant Francesc d'Assís, projectada per l'arquitecte Francesc d'Oleza, la qual fou reformada el 1986 per l'arquitecte Sebastià Gamundí Boscana a causa dels problemes acústics.